# Сестра (притока Дубни)
Сестра - річка у Солнечногорському і Клинському районах Московської області, а також у Конаковському районі Тверської області Росії. Найбільша ліва притока Дубни. Бере початок в озері Сенеж, у нижній течії течепід каналом ім. Москви. На Сестрі розташоване місто Клин.

## Гідрологія
Довжина Сестри — 138 км, площа басейну — 2800 км². Ширина русла річки у верхів'ях досягає 10-15 м, глибина — до одного метра, в низов'ях ширина - 20-30 м, глибина 2-3 м. Живлення переважно снігове. Середня витрата води за 38 км від гирла — 9,9 м³/с. Сестра замерзає в листопаді - початку грудня, розкривається наприкінці березня — квітні. Головна притока - Яхрома.